# Фамилна терапия
Фамилната терапия е форма на групова психотерапия, която е насочена едновременно към болния и към членовете на неговото семейство. За да се разбере проблемът на болния, е необходимо той да бъде разглеждан в отношение с другите членове на семейството. По време на сеансите по фамилна психотерапия, пациентът и близките му излагат свободно грижите си, поводите за безпокойство и притесненията си. Недирективността на терапевта подтиква участниците да възпроизведат в психотерапевтична обстановка поведението си в семейството, което помага за по-доброто разбиране на тяхната система на отношения. Някои психотерапевти интерпретират наблюдаваните факти, съобразно с принципите на психоанализата; повечето се съотнасят към теориите за комуникацията. Тази форма на психотерапия изглежда ефикасна спрямо психотичните, токсикоманните субекти и правонарушителите.

### На български език
- Сайт относно фамилната терапия Архив на оригинала от 2006-11-22 в Wayback Machine.

### На английски език
- American Association for Marriage and Family Therapy Архив на оригинала от 2009-10-24 в Wayback Machine.: main professional association in US
- American Family Therapy Academy: main research-oriented professional association in US
- Association for Family Therapy and Systemic Practice in the UK Архив на оригинала от 2009-04-14 в Wayback Machine.
- Australian and New Zealand Journal of Family Therapy: the de facto professional association for Australia and New Zealand
- Bowen Theory Архив на оригинала от 2014-07-22 в Wayback Machine. from the Bowen Center for the Study of the Family.
- California Association of Marriage and Family Therapists
- European Family Therapy Association
- International Family Therapy Association Архив на оригинала от 2006-10-25 в Wayback Machine.
- Historical overview of the field; Therapist profiles; Timeline Архив на оригинала от 2009-05-03 в Wayback Machine. from Allyn and Bacon/Longman publishing.
- Family Support Partnership – An Overview of Family Therapy and Mediation
- Dulwich Centre: Gateway to Narrative Therapy & Community Work